# 大国富丸
大国 富丸（大國富丸、おおくに とみまる、1931年 - ）は、山形県南陽市在住の日本のアマチュア天文家。南陽天文愛好会代表。
山形県西置賜郡白鷹町出身。小惑星 (7039) 山形をはじめ、IAUの天文台コード358の南陽市にある自身の観測所において1995年から2000年にかけて、(356982)1996 RG24まで130個の小惑星を発見した。小惑星の命名には、山形県に関するものが多い。
(7769) Okuni（大国）は、彼の名にちなむ。
直江兼続の弟、大国実頼の末裔に当たる（実際には大国実頼の弟樋口秀兼の子で、実頼の養子大国光頼の末裔）。

## 註
1. ↑  IAU Obscodes 2021年6月15日閲覧
2. ↑  Minor Planet Discoverers
3. ↑  “(7769) Okuni = 1968 UY1 = 1972 XH = 1976 YO5 = 1980 XW2 = 1991 VF4”.   MPC. 2021年7月12日閲覧。